# İlhan Berk
İlhan Berk (* 18. November 1918 in Manisa; † 28. August 2008 in Bodrum) war ein türkischer Dichter und Essayist. 
Als einer der bekanntesten Vertreter der sogenannten İkinci Yeni in der türkischen Literatur hatte er großen Einfluss auf einen Kreis ihm nachfolgender Dichter.
Berk, der in seinen Hauptberufen Lehrer und Übersetzer war, schuf auch bedeutende literarische Übersetzungen ausländischer Lyrik ins Türkische.

## Leben
Geboren wurde İlhan Berk 1918 in der westanatolischen Provinzhauptstadt Manisa. Einen ersten Gedichtband schrieb er in jugendlichem Alter. Nach kurzer Lehrerausbildung in Balıkesir studierte er 1945 Pädagogik und Französisch in Ankara. Bis 1955 war er als Lehrer tätig, danach arbeitete er bis 1969 als Übersetzer für die größte Universalbank der Türkei T.C. Ziraat Bankası. Daneben widmete sich Berk literarischer Arbeit. Seine späteren Jahre verbrachte der Lyriker als freier Autor in Bodrum, wo er 2008 starb.

## Werk
Berks erster Gedichtband Güneşi Yakanların Selamı erschien 1935. Ab den 1950er Jahren folgten dann bis Ende der 1990er zahlreiche weitere. In seiner lyrischen Arbeit verstand sich Berk, der als einer der innovativsten Lyriker der Türkei gilt, als Gegner des sozialkritischen Gedichts und Verfechter eines elitären Verständnisses von Dichtung (Künstler um der Kunst willen). Für seine international rezipierten Gedichte erhielt Berk später auch mehrfach Literaturpreise, darunter den Preis des Instituts für die türkische Sprache (TDK) 1979 und den Behçet-Necatigil-Lyrikpreis des ersten Jahres seiner Verleihung 1980.
Gero von Wilpert hebt an dem lyrischen Werk des Autors seine „konkrete Versprachlichung der Natur und des Lebens mit Bezug zu modernen Strömungen wie konkreter Poesie“ hervor. Als „wichtig“ werden laut dem Lexikon der Weltliteratur „auch seine poetologischen Reflexionen“ erachtet. Als literarischer Übersetzer übertrug Berk überdies fremdsprachige Lyrik ins Türkische. Als bedeutend gilt hierbei seine Erschließung von Gedichten Arthur Rimbauds und Ezra Pounds für den türkischen Sprachraum.

## Auszeichnungen
- 1988: Sedat-Simavi-Preis für Literatur

## Bibliografie (Auswahl)

### Gedichtbände
- Güneşi Yakanların Selamı (1935)
- Istanbul (1947)
- Günaydın Yeryüzü (1952)
- Türkiye Şarkısı (1953)
- Köroğlu (1955)
- Galile Denizi (1958)
- Çivi Yazısı (1960)
- Otağ (1961)
- Mısırkalyoniğne (1962)
- Âşıkane (1968)
- Taşbaskısı (1975)
- Şenlikname (1976)
- Atlas (1976)
- Kül (1978)
- İstanbul Kitabı (1980)
- Kitaplar Kitabı (1981)
- Deniz Eskisi (1982)
- Delta ve Çocuk (1984)
- Galata (1985)
- Güzel Irmak (1988)
- Pera (1990)
- Dün Dağlarda Dolaştım Evde Yoktum (1993)
- Avluya Düşen Gölge (1996)
- Şeyler Kitabı Ev (1997)
- Çok Yaşasın Sayılar (1999)

### Übersetzungen
- Arthur Rimbaud: Seçme Şiirler (1962)
- Dünya Edebiyatında Aşk Şiirleri (1968)
- Dünya Şiiri (1969)